# MaXXXine
MaXXXine је амерички слешер хорор филм из 2024. године, режисера, сценаристе, ко-продуцента и монтажера Таја Веста. Треће је остварење у филмском серијалу X, након филмова X и Перл (оба из 2022). Мија Гот понавља своју улогу Максин Минкс из првог филма, док су у осталим улогама Елизабет Дебики, Мозес Самни, Мишел Монахан, Боби Канавале, Холси, Лили Колинс, Ђанкарло Еспозито и Кевин Бејкон. Радња прати Максин, која се креће ка слави и успеху у Холивуду 1980-их док се налази на мети мистериозног убице.
Филм је премијерно приказан 24. јуна 2024. у Лос Анђелесу, док је у америчким биоскопима објављен 5. јула исте године.

## Радња
Године 1985. у Лос Анђелесу, у време убистава Ноћне Уходе, Максин Минкс успешно пролази на аудицији за главну улогу у новом хорор филму, Пуританка 2, упркос томе што је претходно имала улоге искључиво у филмовима за одрасле. Након што је поделила вест са својим пријатељем Леоном и колегиницом Амбер Џејмс, потоња позива Максин на забаву на Холивудским брдима, што ова одбија. Максин одлази на посао на свом другом радном месту, стриптиз клубу, где је мистериозна, у кожу одевена прилика гледа са бесом. Она среће још једну порно-глумицу, Таби Мартин, која је такође позива на забаву коју је Амбер раније споменула, али Максин поново одбија.
Враћајући се кући, Максин скреће у споредне уличице док неко почиње да је прати. Она долази до капије поред улице, која је окована и закључана. Окреће се да би се вратила, а сеновита прилика извлачи нож. Док се приближава, она вади пиштољ и уперава га у нападача. Она му говори да се скине го и легне на земљу лицем надоле. Потом му открива да је згњечила главу последњој особи која је покушала да је убије, а затим му гази по препонама, ишчупајући му тестисе.
Мистериозна прилика од раније оставља јој полицијску VHS касету која садржи порно-филм који су Максин и њени сада покојни пријатељи покушали да сниме шест година раније. Након што је погледа, тражи од Леона да покуша да сазна одакле је стигла. У међувремену, на Холивудским брдима, Амбер и Таби су убијене и њихова тела су жигосана сатанистичким симболима. Максин је позвана да се састане са Џоном Лабатом, приватним детективом који је обавештава да ће њени претходни злочини бити откривени осим ако се она не састане са његовим послодавцем, такође јој говорећи да мора да се појави на одређеној адреси на Старлајт Драјву касније те ноћи или да ризикује последице. Полицијски детективи Вилијамсова и Торес испитују Максин о Таби и Амбер, али она одбија да им открије било какве информације. Касније види како је Лабат прати и напада га, упозоравајући га да је се клони.
Игноришући Лабатове захтеве, Максин почиње да чита сценарио за Пуританку 2. У исто време, Леон је убијен у својој видеотеци. Следећег дана, детективи покушавају да натерају Максин да сарађује са њима, али она остаје непоколебљива. Максин се поверава свом агенту, Тедију Најту, који јој каже да није могао да пронађе ништа о Лабату, али пристаје да јој помаже и даље. На сету филма Пуританка 2, Максин упознаје звезду првог филма, Моли Бенет, која помиње сличну забаву на Холивудским брдима. Убрзо након тога, Лабат, бесан што га је Максин напала претходног дана, јури је преко комплекса Universal Studios-а са пиштољем пре него што га обезбеђење ухвати и испрати. Касније те ноћи, Максин превари Лабата да је прати, након чега га она, Најт и њен пријатељ Шепард Туреј хватају у заседи. Потом га заробљавају у његовом аутомобилу и допуштају компресору за отпад да га згњечи.
Максин посећује адресу коју јој је дао Лабат, која је води до куће на Холивудским брдима. Она проналази Молино раскомадано тело у коферу и сазнаје да је убиства починио њен отуђени отац, телеванђелиста по имену Ернест Милер, уз помоћ фундаменталистичких чланова његове службе. Милер открива да су његови следбеници и он снимали убиства са намером да разоткрију Холивуд због онога што он види као његову грешну и кварећу природу. Мислећи да још увек може да „спаси” своју ћерку, Милер је натерао своје следбенике да вежу Максин за дрво за импровизовани егзорцизам, који он такође снима. Торес и Вилијамсова прекидају церемонију и изазивају пуцњаву, убијајући Милерове кохорте, рањавајући Милера и дајући Максин времена да се ослободи пре него што и сами детективи буду смртно рањени док јуре Милера. Наоружана пушком, Максин се коначно суочава са оцем код холивудског знака, али је прекида полицијски хеликоптер.
Максин себе замишља као славну личност заслужну за помоћ у заустављању свог оца, како присуствује премијери филма Пуританка 2 и открива у интервјуу да ће редитељка филма, Елизабет Бендер, режирати биографски филм о њој. Враћајући се у стварност, она пуца у свог оца, говорећи му да јој је дао оно што јој је требало − божанску интервенцију. Месец дана касније, Максин наставља свој рад на Пуританки 2, надајући се да њен успех никада неће престати.

## Улоге
| Глумац            | Улога               |
| ----------------- | ------------------- |
| Мија Гот          | Максин Минкс        |
| Елизабет Дебики   | Елизабет Бендер     |
| Мозес Самни       | Леон                |
| Мишел Монахан     | детективка Вилијамс |
| Боби Канавале     | детектив Торес      |
| Холси             | Таби Мартин         |
| Лили Колинс       | Моли Бенет          |
| Ђанкарло Еспозито | Теди Најт           |
| Кевин Бејкон      | Џон Лабат           |
| Сајмон Праст      | Ернест Милер        |
| Клои Фарнворт     | Амбер Џејмс         |
| Ули Латукефу      | Шепард Тулеј        |